# Świadkowie Jehowy we Włoszech

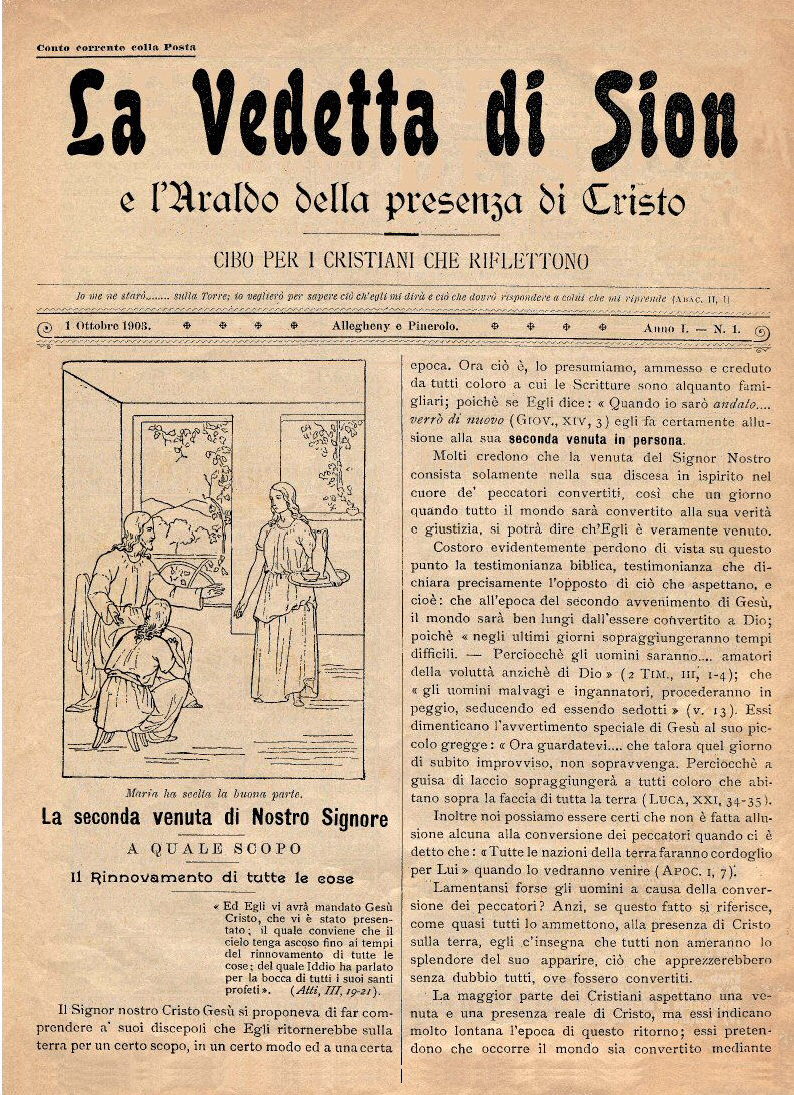
Pierwsze wydanie „Strażnicy Syjońskiej” w języku włoskim, 1 października 1903 (kwartalnik)

Świadkowie Jehowy we Włoszech – społeczność wyznaniowa we Włoszech, należąca do ogólnoświatowej wspólnoty Świadków Jehowy, licząca w 2023 roku 250 193 głosicieli, należących do 2804 zborów. Największa liczebnie wspólnota Świadków Jehowy w Europie oraz do czasu masowej imigracji w ostatnich latach druga liczebnie wspólnota wyznaniowa we Włoszech. Na dorocznej uroczystości Wieczerzy Pańskiej w 2023 roku zgromadziło się 424 115 osób.
Biuro Oddziału koordynujące działalność Świadków Jehowy we Włoszech, w Egipcie, Libanie, Libii oraz San Marino znajduje się w Rzymie. Sale Zgromadzeń znajdują się w Rzymie, Bitonto, Cairo Montenotte, Caltanissetta, Cameri, Forchia, Francavilla Angitola, Imola, Mediolanie, Medole, Prato, Roseto degli Abruzzi, Syrakuzach, Solarussa i Treviso. Jest to jedna z 27 wspólnot Świadków Jehowy na świecie, których liczebność przekracza 100 000 głosicieli.

## Historia

### Początki
W 1891 roku w trakcie swojej pierwszej podróży do Europy Charles Taze Russell odwiedził Brindisi, Neapol, Pompeje, Herkulanum, Rzym, Florencję, Wenecję i Mediolan. W miasteczku Pinerolo w prowincji Turyn spotkał się z grupą osób zainteresowanych Biblią. Około roku 1900 kilku wyznawców włoskiego pochodzenia z Belgii, Francji i Stanów Zjednoczonych powróciło do kraju, by prowadzić działalność kaznodziejską.
W roku 1903 profesor Daniele Rivoire (1858–1911), były pastor waldensów, przetłumaczył na język włoski książkę C.T. Russella Boski plan wieków i wydał ją w roku 1904 własnym sumptem (oficjalne wydanie tej książki ukazało się w roku 1905). Rivoire, choć sam nie przyjął wierzeń Badaczy Pisma Świętego, rozpoczął również tłumaczenie „Strażnicy Syjońskiej” na język włoski, której pierwsze kwartalne wydanie ukazało się w październiku 1903 roku i było wydawane w Pinerolo. W tym samym roku w Pinerolo powstała grupa osób badających Biblię, która w roku 1908 utworzyła pierwszy oficjalny zbór. W tym samym roku około 20 włoskojęzycznych wyznawców ze Szwajcarii przeniosło się do Włoch, aby wspierać tam działalność kaznodziejską. Z orędziem biblijnym dotarli do wszystkich głównych miast i kilkuset wiosek. 1 maja 1910 roku Charles T. Russell ponownie odwiedził Włochy i w sali YMCA w centrum Rzymu wygłosił wykład biblijny do niewielkiego grona słuchaczy. Dwa lata później C.T. Russell odwiedził jedyny włoski zbór w Pinerolo, w którego zebraniach uczestniczyło około 40 osób. Przemawiał także w Brindisi i w Rzymie. W czasie I wojny światowej Badacz Pisma Świętego Remigio Cuminetti (1890–1939) został pierwszym włoskim obdżektorem. Za odmowę pełnienia służby wojskowej i pracy na rzecz wojska w sierpniu 1916 roku został skazany na karę 3 lat i 2 miesięcy więzienia.
W roku 1919 w Pinerolo utworzono biuro do obsługi korespondencji, a do roku 1945 działalność Świadków Jehowy we Włoszech nadzorowało Biuro Oddziału w Szwajcarii. W roku 1919 powstały pierwsze zbory w środkowej części kraju. Po roku 1920 Badacze Pisma Świętego byli surowo prześladowani przez dyktaturę faszystowską. W tym okresie działalność kaznodziejską prowadziło we Włoszech nie więcej niż 150 osób, spośród których większość zapoznała się z tą religią poprzez krewnych lub znajomych, którzy mieszkali za granicą.
W dniach od 23 do 26 kwietnia 1925 roku odbył się pierwszy krajowy kongres w hotelu Grossa w Pinerolo koło Turynu. W latach 20. i 30. XX w. powstały małe zbory w Abruzji i w okolicach Aquilii.

### Prześladowania w okresie II wojny światowej
W roku 1939 miały miejsce pierwsze aresztowania włoskich Świadków Jehowy, m.in. w Mediolanie aresztowano i skazano 26 osób. 13 marca 1940 roku działalność została oficjalnie zakazana. W czasie II wojny światowej uwięziono i osadzono w więzieniach ponad 150 włoskich Świadków Jehowy.
Szwajcarskie Biuro Oddziału starało się utrzymywać kontakt z głosicielami we Włoszech. W roku 1939 Adele Brun została wyznaczona do odwiedzenia ich w północnych i środkowych Włoszech. Publikacje biblijne były przemycane przez osoby, które pracowały w Szwajcarii. Kiedy po pracy wracali wieczorem do domu, zabierali ze sobą ukryte publikacje. Martin Harbeck, nadzorca szwajcarskiego Biura Oddziału, spotkał się z Marią Pizzato, i zachęcił ją do nawiązania kontaktu z głosicielami, którzy stracili kontakt po śmierciw roku 1939 Remigio Cuminetti, który był odpowiedzialny za działalność we Włoszech. Otrzymała około 50 adresów oraz publikacje, które zostały zmagazynowane w Mediolanie. Agostino Fossati za prowadzenie działalności został wydalony ze Szwajcarii. W roku 1940 i 1941 korespondował z niektórymi Świadkami Jehowy, wysyłając im różne publikacje, w tym artykuły ze „Strażnicy”, które tłumaczył z języka francuskiego. W styczniu 1942 roku został aresztowany. Narciso Riet na terenie III Rzeszy przemycał „Strażnice” do obozów koncentracyjnych, potem udało mu się zbiec do Cernobbio. Tam poproszono go o tłumaczenie tej publikacji z języka niemieckiego na włoski i dostarczanie jej współwyznawcom w najbliższej okolicy. Pomagał mu w tym Agostino Fossati, który powrócił ze sz rocznej deportacji, a później Maria Pizzato, kiedy została zwolniona z więzienia w 1943 roku. W końcu Riet został aresztowany, deportowany i uwięziono w obozie koncentracyjnym w Dachau. Krótko przed końcem II wojny światowej został stracony. Pizzato kontynuowała pracę rozpoczętą przez Rieta, a kiedy Fossati został ponownie aresztowany, ona również musiała sama dostarczyć publikacje. Po wykonaniu około 70 egzemplarzy każdego przetłumaczonego czasopisma, dostarczyła je osobiście współwyznawcom na terenie Włoch.

### Powojenny rozwój działalności

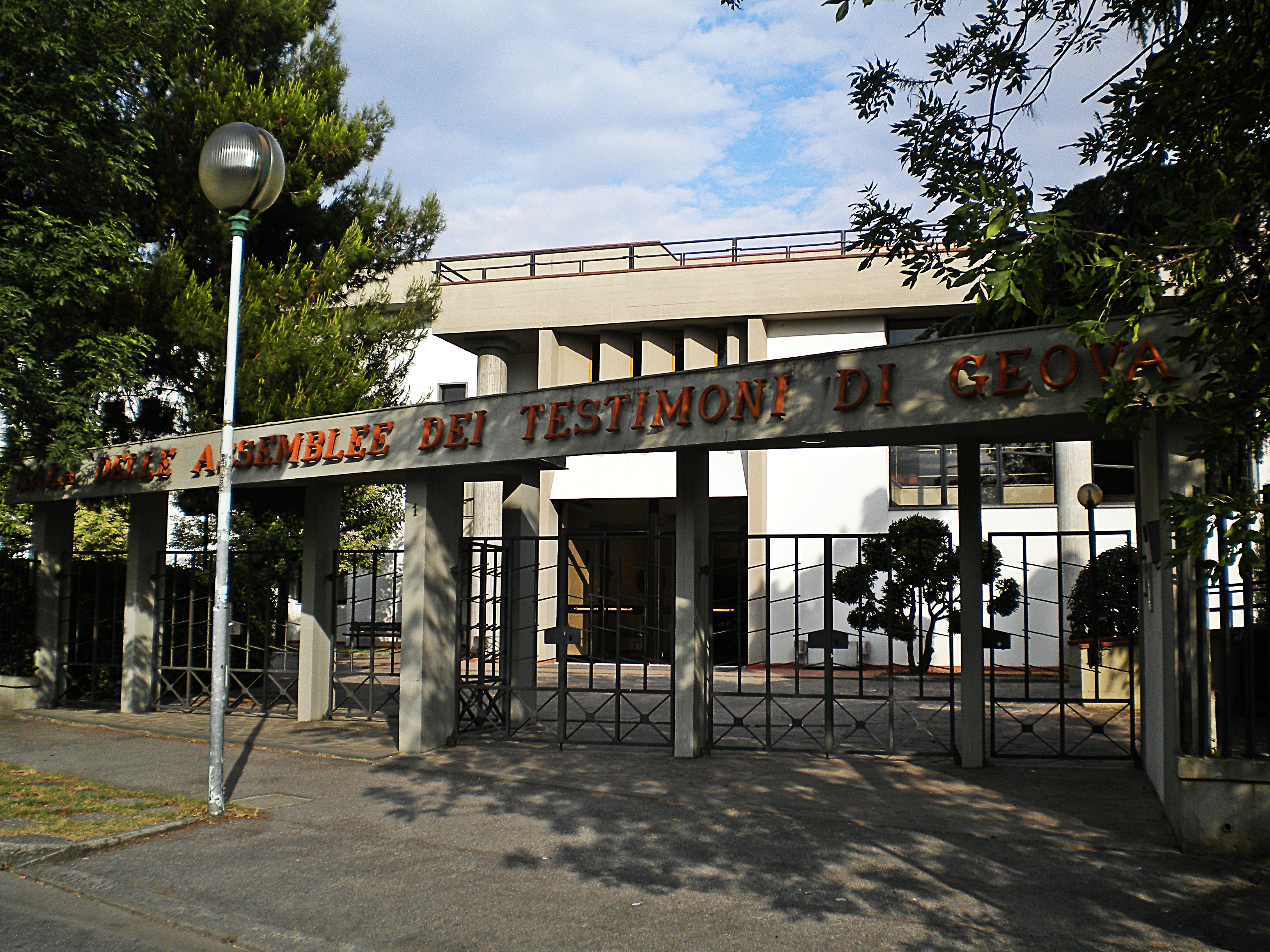
Sala Zgromadzeń Świadków Jehowy w Prato

W roku 1945 Włochy odwiedził Nathan H. Knorr i Milton G. Henschel. W roku 1946 w Mediolanie otworzono Biuro Oddziału. W latach 1946–1947 do grona 120 miejscowych głosicieli dołączyła pierwsza grupa misjonarzy – absolwentów Biblijnej Szkoły Gilead, którzy zostali skierowani do głównych miast włoskich. W roku 1947 w Mediolanie odbył się pierwszy powojenny kongres krajowy pod hasłem „Rozrost wszystkich narodów” z udziałem około 700 obecnych. W roku 1948 Biuro Oddziału przeniesiono z Mediolanu do Rzymu. W roku 1949 misjonarze zostali przez władze wydaleni z Włoch. W październiku tego samego roku w Mediolanie odbył się kongres krajowy.
W październiku 1950 roku w Mediolanie zorganizowano kongres pod hasłem „Rozrost Teokracji”, z udziałem przeszło 1000 osób. W grudniu 1951 roku na kongresie pod hasłem „Czyste wielbienie” w Rzymie obecni byli delegaci z kilku krajów europejskich. Osiągnięta została wtedy liczba 1742 głosicieli. W roku 1955 na kongresie międzynarodowym pod hasłem „Tryumfujące Królestwo” w stolicy obecni byli delegaci z 32 krajów. Rok później liczba głosicieli wzrosła do 3491 osób. W roku 1956 Trybunał Konstytucyjny przyznał Świadkom Jehowy większą wolność wyznania na mocy nowej konstytucji. W tym samym roku Świadkowie Jehowy z Włoch rozpoczęli działalność w San Marino, a w późniejszych latach pomagali również w działalności współwyznawcom w Libii. W latach 50. i 60. XX wieku nastąpił ostry sprzeciw ze strony duchowieństwa. W roku 1957 był on nawet tematem dyskusji na forum włoskiego parlamentu.
W roku 1961 w Turynie odbył się kongres międzynarodowy pod hasłem „Zjednoczeni wielbiciele”. Brały w nim udział 6372 osoby. W roku 1961 zanotowano liczbę ponad 6300 głosicieli, w roku 1962 – 6929, 4 lata później 10 000, a w roku 1970 – 20 000. W roku 1963 – na mediolańskim Vigorelli Velodrome odbył się kongres międzynarodowy pod hasłem „Wiecznotrwała dobra nowina”, liczba obecnych wyniosła 20 516 osób, ochrzczono 1233 osoby. W roku 1969 w Rzymie odbył się kongres międzynarodowy pod hasłem „Pokój na ziemi”. Wzięło w nim udział 25 648 osób, w tym delegaci z 35 krajów, a 2212 osób zostało ochrzczonych.
Głównie od końca lat 60. do końca lat 90. XX wieku kilkanaście tysięcy młodych Świadków Jehowy odbyło w więzieniach łącznie karę 9732 lat pozbawienia wolności za odmowę pełnienia służby wojskowej, podyktowaną sumieniem (w roku 2020 żyło co najmniej 14 180 osób skazanych na tej podstawie). W latach 60. XX wieku późniejszy premier Giulio Andreotti, który był w tym okresie ministrem obrony, w Forte Boccea w Rzymie spotkał się z niektórymi więzionymi wtedy Świadkami Jehowy, żeby zrozumieć przyczyny ich odmowy pełnienia służby wojskowej. Dzięki ich postawie kwestia odmowy pełnienia obowiązkowej służby wojskowej stała się znana opinii publicznej i doprowadziła w 1998 roku do wprowadzenia przez rząd Włoch nowego prawa, ustanawiającego alternatywną służbę cywilną, pozostającą poza kontrolą władz wojskowych.
W styczniu 1967 roku w języku włoskim wydano „Pismo Święte w Przekładzie Nowego Świata” („Chrześcijańskie Pisma Greckie” – cztery lata wcześniej, w 1963 roku), a zrewidowaną edycję Biblii w Przekładzie Nowego Świata – 16 grudnia 2017 roku. Z tej okazji w specjalnym programie uczestniczyło 284 258 osób.
W roku 1972 otwarto nowe Biuro Oddziału wraz z drukarnią. W roku 1973 w Rzymie z udziałem przeszło 57 tysięcy osób odbył się kongres pod hasłem „Boskie zwycięstwo”. Dwa lata później liczba głosicieli przekroczyła 50 000. W roku 1976 Watch Tower Bible and Tract Society of Pennsylvania otrzymało prawa podobne do praw innych związków wyznaniowych działających we Włoszech. Umożliwiło to włoskiemu rządowi przyznanie Świadkom Jehowy prawa do udzielania ślubów oraz prowadzenia działalności kaznodziejskiej w zakładach karnych. W sierpniu 1978 roku odbyły się dwa kongresy pod hasłem „Zwycięska wiara”, w Mediolanie i Rzymie. Liczba obecnych wyniosła 111 099 osób. W roku 1979 powstała pierwsza Sala Zgromadzeń.
W roku 1980 zorganizowano pomoc humanitarną dla poszkodowanych przez trzęsienie ziemi; podobną pomoc zorganizowano w roku 1997 i 2009. W roku 1981 we Włoszech działało ponad 90 000 głosicieli.

### Uznanie prawne i dalszy rozwój

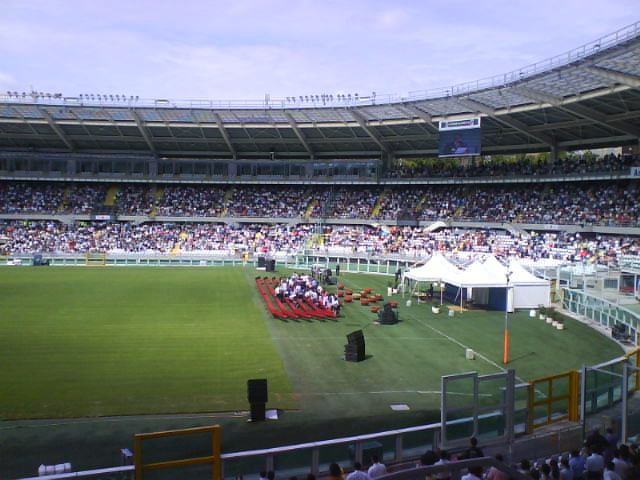
Kongres międzynarodowy pod hasłem „Czuwajcie!” (Turyn, 2009)

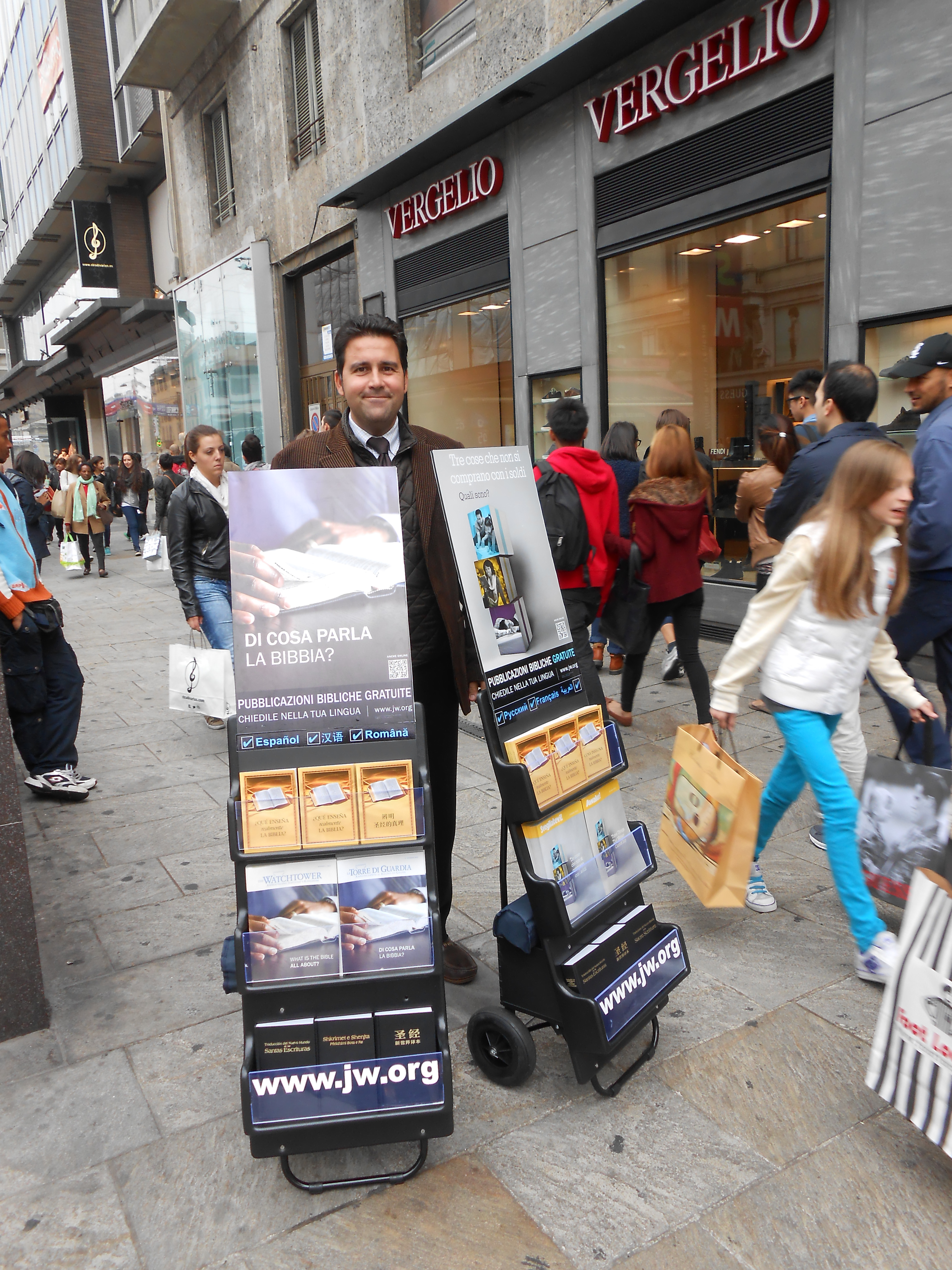
Działalność ewangelizacyjna na ulicy w Mediolanie

30 lipca 1986 roku włoska Rada Państwa zatwierdziła Congregazione Cristiana dei Testimoni di Geova, co zostało oficjalnie potwierdzone dekretem prezydenta z dnia 31 października 1986. W następnym roku liczba głosicieli przekroczyła 149 000 osób. W 1988 roku Świadkowie Jehowy wydali pierwsze publikacje we włoskim języku migowym.
W latach 1991 i 1992 zorganizowano pomoc humanitarną dla współwyznawców z krajów byłego ZSRR, a w 1992 roku dla braci z byłej Jugosławii. Na początku lat 90. XX wieku bracia z Włoch pomagali w działalności kaznodziejskiej niewielkiej wówczas grupie albańskich Świadków Jehowy.
8 lipca 1998 roku rząd Włoch wprowadził prawo ustanawiające alternatywną służbę cywilną niezależną od władz wojskowych, z którego skorzystali młodzi Świadkowie Jehowy, którzy do tamtej pory byli więzieni za odmowę służby wojskowej (w styczniu 2005 roku Włochy zawiesiły obowiązkową służbę wojskową).
20 marca 2000 roku włoski rząd podpisał umowę z Congregazione Cristiana dei Testimoni di Geova, na mocy której Świadkowie Jehowy uzyskali najwyższy status religijny we włoskim prawie (umowa ta została uaktualniona 4 kwietnia 2007 roku). W sierpniu 2001 roku zorganizowano specjalne kongresy międzynarodowe pod hasłem „Nauczyciele słowa Bożego” w Rzymie (Stadio Olimpico), Mediolanie (Stadion Giuseppe Meazzy, Turynie (Stadio delle Alpi i Bari (Stadio San Nicola).
Na początku XXI wieku z możliwości nauki 18 języków obcych skorzystało łącznie przeszło 7200 włoskich Świadków Jehowy, prowadzących działalność głoszenia o Królestwie wśród obcokrajowców. Działali oni w ponad 150 zborach i 300 grupach obcojęzycznych, używających w sumie ponad 25 języków (w tym polskiego) oraz w 15 zborach i 52 grupach posługujących się włoskim językiem migowym, do których należało łącznie ponad 1400 głosicieli. Ponad 400 głosicieli otrzymało oficjalne pozwolenia na odwiedzanie więźniów, dzięki czemu wiele osób odbywających kary więzienia mogło zapoznać się z prawdą biblijną. W więzieniach urządzane są dla nich zebrania zborowe.
W roku 2004 osiągnięto we Włoszech liczbę 233 527 głosicieli. W 2009 roku odbyły się w czterech włoskich miastach kongresy międzynarodowe pod hasłem „Czuwajcie!”: w Rzymie (obecnych było ponad 70 000 delegatów z ponad 16 krajów), Turynie, Genui i Bari. Pozostałe kongresy okręgowe odbyły się w tym samym czasie w ponad 30 innych miastach włoskich. W roku 2004 wydano Pismo Święte w Przekładzie Nowego Świata we włoskim brajlu.
W listopadzie 2011 roku Świadkowie Jehowy zorganizowali pomoc humanitarną dla poszkodowanych przez powódź na Sycylii. W lipcu 2012 roku delegacja Świadków Jehowy z Włoch uczestniczyła w kongresie specjalnym pod hasłem „Strzeż swego serca!” w Tel Awiwie w Izraelu.
W 2013 roku zanotowano liczbę 248 743 głosicieli. W roku 2013 rozpoczęto specjalne świadczenie publiczne na terenach wielkomiejskich, którym objęto 9 największych miast we Włoszech (Bolonia, Florencja, Genua, Mediolan, Neapol, Palermo, Rzym, Turyn i Wenecja). Wdrożono też program świadczenia publicznego na terenie poszczególnych zborów za pomocą wózków, stojaków lub stolików z literaturą biblijną. W listopadzie 2013 roku zorganizowano pomoc humanitarną dla poszkodowanych przez cyklon Kleopatra na Sardynii.
W roku 2014 zanotowano liczbę 251 650 głosicieli, a na dorocznej uroczystości Wieczerzy Pańskiej zebrało się 458 329 osób.
W czasie odbywającej się wystawy „Expo 2015” w Mediolanie, w okresie od maja do października 2015 roku Świadkowie Jehowy zorganizowali specjalną publiczną kampanię z pomocą wózków ze specjalnym wydaniem „Przebudźcie się!” Czy twoja żywność naprawdę jest bezpieczna?. Publikacja była również dostępna w hotelach w Mediolanie i okolicach. W specjalnej kampanii udział wzięło 450 głosicieli, którzy udostępnili przeszło 360 000 bezpłatnych egzemplarzy tego czasopisma. W dniach 24–26 lipca 2015 roku w Rzymie zorganizowano kongres pod hasłem „Naśladujmy Jezusa!”. Był on pierwszym, podczas którego wszystkie zbory i grupy z Europy mogły wysłuchać programu w języku tagalskim. Uczestniczyło w nim 3239 delegatów.
W sierpniu i październiku 2016 roku zorganizowano pomoc humanitarną dla poszkodowanych przez trzęsienia ziemi w centralnych Włoszech, w styczniu 2017 roku przez zejście lawiny, a w sierpniu 2017 roku przez trzęsienie ziemi na wyspie Ischia.
W dniach od 21 do 23 lipca 2017 roku w Mediolanie odbył się kongres specjalny pod hasłem „Nie poddawaj się!” z udziałem przeszło 2000 zagranicznych delegatów z Albanii, Chorwacji, Francji, Hiszpanii, Stanów Zjednoczonych i Szwajcarii. W Forum di Assago oraz w Teatro della Luna zgromadziło się przeszło 15 000 osób.
24 listopada 2017 roku na Uniwersytecie Padewskim zorganizowano konferencję „Odmowa transfuzji krwi u dorosłych pacjentów: Jakie istnieją opcje leczenia? Oszczędzanie krwi 2017.”, w której uczestniczyło 25 włoskich instytucji i stowarzyszeń naukowych oraz Ministerstwo Zdrowia Republiki Włoskiej. Wzięli w niej udział specjaliści w dziedzinie medycyny, reprezentujący anestezjologię, kardiologię, ginekologię, hematologię, onkologię i ortopedię, a także specjaliści bioetyki oraz prawa medycznego. Była ona poświęcona rozwijaniu programu zarządzania krwią pacjenta (PBM) prowadzonym przez Światową Organizację Zdrowia (WHO). WHO przyjęła rezolucję zobowiązujących wszystkich 193 członków ONZ do przyjęcia strategii PBM opracowanej w celu odkrywania i rozwijania metod alternatywnych wobec transfuzji krwi w związku z odmową transfuzji przez Świadków Jehowy.
16 grudnia 2017 roku w PalaLottomatica w Rzymie, członek Ciała Kierowniczego Samuel Herd, ogłosił wydanie zrewidowanego „Pisma Świętego w Przekładzie Nowego Świata” w języku włoskim. Łączna liczba osób, które uczestniczyły w programie wyniosła 284 258, w tym 5897 osób w Szwajcarii i 7528 zgromadzonych w rzymskiej hali. W latach 1967–2017 wydrukowano około 8 100 000 egzemplarzy „Pisma Świętego w Przekładzie Nowego Świata” w języku włoskim, którym posługuje się ponad 268 000 głosicieli na świecie.
6 kwietnia 2018 roku sąd w Termini Imerese na Sycylii uznał winnym przestępstwa chirurga, który w obliczu sprzeciwu pacjentki odmawiającej z przyczyn religijnych siłą przetoczył jej krwinki czerwone w grudniu 2010 roku podczas operacji woreczka żółciowego. Sąd nakazał chirurgowi zapłacić pacjentce odszkodowanie w wysokości 10 tys. euro, a jej mężowi 5 tys. euro. W ten sposób włoski sąd, opierając się na włoskiej konstytucji, po raz pierwszy uznał, że lekarz powinien ponieść odpowiedzialność karną za pogwałcenie prawa pacjenta do decydowania o swoim ciele zgodnie ze swoimi przekonaniami. W październiku 2018 roku Świadkowie Jehowy brali udział w Krajowym Kongresie Włoskiego Towarzystwa Anestezji, Analgezji, Reanimacji i Intensywnej Opieki Medycznej (SIAARTI) w Palermo na Sycylii oraz w Łączonym Kongresie Naukowych Towarzystw Chirurgicznych, który odbył się w Rzymie. Co roku ponad 5000 lekarzy we Włoszech leczy średnio 16 000 Świadków Jehowy przy użyciu metod, które nie wymagają użycia krwi.
W lipcu 2018 roku odbył się kongres specjalny pod hasłem „Bądź odważny!” w Kolombo w Sri Lance z udziałem delegacji z Włoch.
10 maja 2019 roku na terenie byłego obozu koncentracyjnego Risiera di San Sabba w Trieście, odsłonięto tablicę upamiętniającą więzionych tam Świadków Jehowy. W czasie odbywającej się Letniej Uniwersjady 2019 w Neapolu, Świadkowie Jehowy zorganizowali specjalną publiczną kampanię z pomocą wózków. Brało w niej udział 1225 głosicieli. W 2019 roku delegacje z Włoch uczestniczyły w kongresach międzynarodowych pod hasłem „Miłość nigdy nie zawodzi!” w Argentynie, Australii, Brazylii, Filipinach, Meksyku i Stanach Zjednoczonych. 17 grudnia 2019 roku Sąd Apelacyjny w Rzymie potwierdził prawo rodziców do decydowania o leczeniu dzieci bez użycia krwi. 10 września 2020 roku prawo to potwierdził także Sąd Apelacyjny w Mediolanie. 2 grudnia 2022 roku Centrum Badań nad Nowymi Religiami CESNUR w Turynie zorganizowało międzynarodowe webinarium „W cieniu Rosji: Świadkowie Jehowy a wolność religijna w Azji Środkowej”. W nocy 9 kwietnia 2023 roku eksplodowała bomba podłożona przy wejściu do Sali Królestwa w San Salvo. Śledczy zakwalifikowali zdarzenie jako zamach bombowy. W maju 2023 roku zorganizowano pomoc humanitarną dla poszkodowanych przez powodzie w północnych Włoszech, a lipcu 2023 roku przez pożary na Sycylii. 

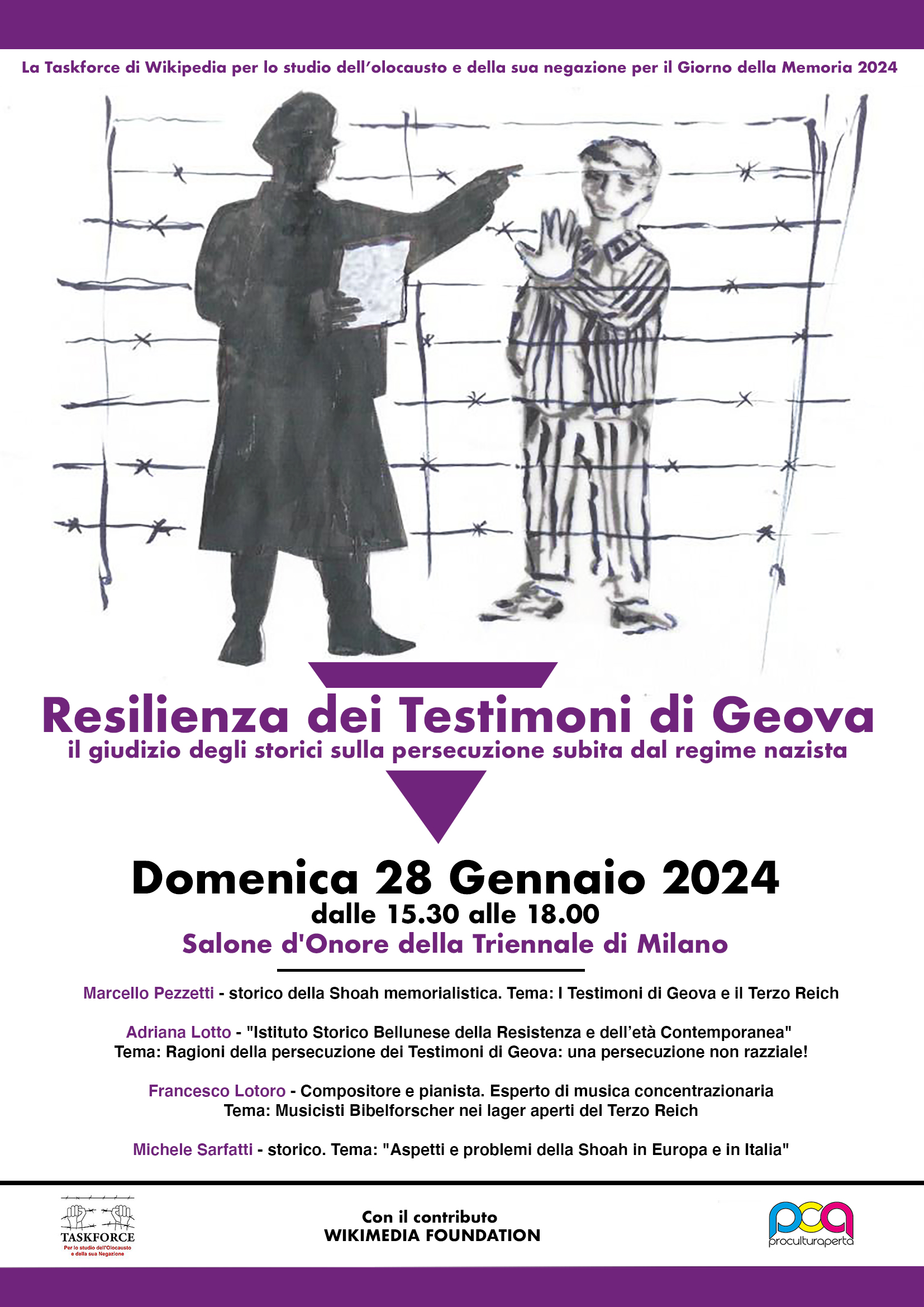
Plakat z okazji z okazji Międzynarodowego Dnia Pamięci o Ofiarach Holokaustu w 2024 roku

W 2024 roku Grupa Zadaniowa Wikipedii poświęciła coroczne wydarzenie z okazji Międzynarodowego Dnia Pamięci o Ofiarach Holokaustu tematowi pt. „Odporność Świadków Jehowy: opinia historyków na temat prześladowań, jakich doświadczyli od nazistowskiego reżimu”.
1 września 2024 roku podczas kongresu regionalnego pod hasłem „Głośmy dobrą nowinę!” w Sali Zgromadzeń w Rzymie, Massimiliano Bricconi z Komitetu Oddziału we Włoszech ogłosił wydanie całego Pisma Świętego w Przekładzie Nowego Świata we włoskim języku migowym. To pierwsze wydanie kompletnej Biblii w tym języku. W kongresie uczestniczyły 854 osoby. W 2024 roku we Włoszech działało 845 głosicieli należących do 12 zborów i 10 grup pilotażowych tego języka. W 2024 roku delegacje z Włoch brały udział w kongresach specjalnych pod hasłem „Głośmy dobrą nowinę!” w Dominikanie, we Francji, w Stanach Zjednoczonych i w Szwajcarii.
Świadkowie Jehowy prowadzą działalność kaznodziejską wśród uchodźców, w tym w miasteczku Mineo na Sycylii, gdzie znajduje się największy w Europie ośrodek dla imigrantów.
Biuro Oddziału zostanie przeniesione z Rzymu do Bolonii i Imoli. We wrześniu 2018 roku rozpoczęła się przebudowa dziewięciokondygnacyjnego budynku biurowego w Bolonii. W Imoli ulokowano Dział Tłumaczeń. 5 września 2020 roku rozpoczęto przeprowadzkę do nowych budynków. Wszystkie budynki mają być gotowe do końca 2024 roku.
Zebrania organizowane są w przeszło 40 językach, m.in.: włoskim, włoskim języku migowym, angielskim, albańskim, amharskim, arabskim, bengalskim, bułgarskim, chińskim, chorwackim, francuskim, ga, gruzińskim, hindi, hiszpańskim, japońskim, keczua (Cuzco), kreolskim (Mauritius), macedońskim, malajalam, ladyńskim, lingala, niemieckim, pendżabskim, perskim, pidżyn (Afryka Zachodnia), polskim, rosyjskim, romani (Bułgaria, Macedonia, Rumunia, Serbia, Włochy), rumuńskim, rosyjskim, rosyjskim migowym, syngaleskim, tagalskim, tamilskim, tigrinia, twi, ukraińskim, urdu i wolof.
Kongresy regionalne organizowane są m.in. w językach: włoskim, włoskim języku migowym, angielskim, albańskim, amharskim, arabskim, bengalskim, chińskim, chorwackim, francuskim, hindi, hiszpańskim, kabylskim, mongolskim, niemieckim, pendżabskim, polskim, portugalskim, rosyjskim, rumuńskim, serbskim, syngaleskim, tagalskim, języku twi, urdu i wolof. W 2015 roku oprócz języka włoskiego ponad 24 tysiące Świadków głosiło dobrą nowinę w 37 innych językach, także w obozach dla uchodźców. Włoskie Biuro Oddziału nadzoruje tłumaczenie literatury biblijnej na język włoski, język ladyński oraz włoski język migowy. Świadkowie Jehowy korzystają z 1140 Sal Królestwa.

## Zbory polskojęzyczne
W Rzymie działa zbór polskojęzyczny, a grupa w Bolonii (do 2022 roku istniały również w miastach: Avola, Castelplanio, Falerone i Genua), należą do obwodu polskojęzycznego: EU Polish 9. Program kongresów odbywających się do 2019 roku w Rzymie był tłumaczony na język polski. Od 2023 roku jest transmitowany z kongresu w Warszawie do Sali Królestwa w Rzymie.